# Johan Raattamaa

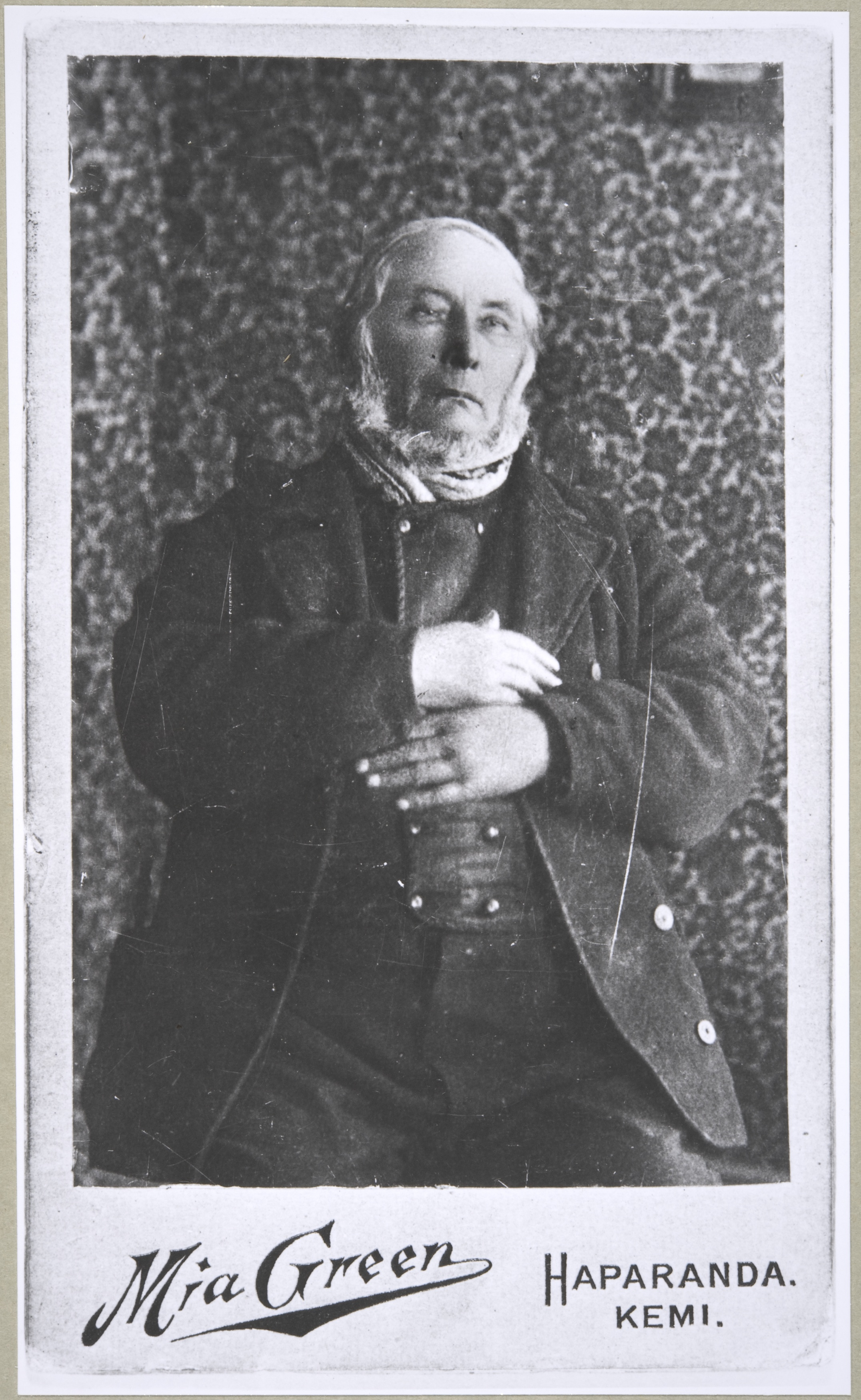
Johan Raattamaa, fotografi av Mia Green i Haparanda 1887-1889.

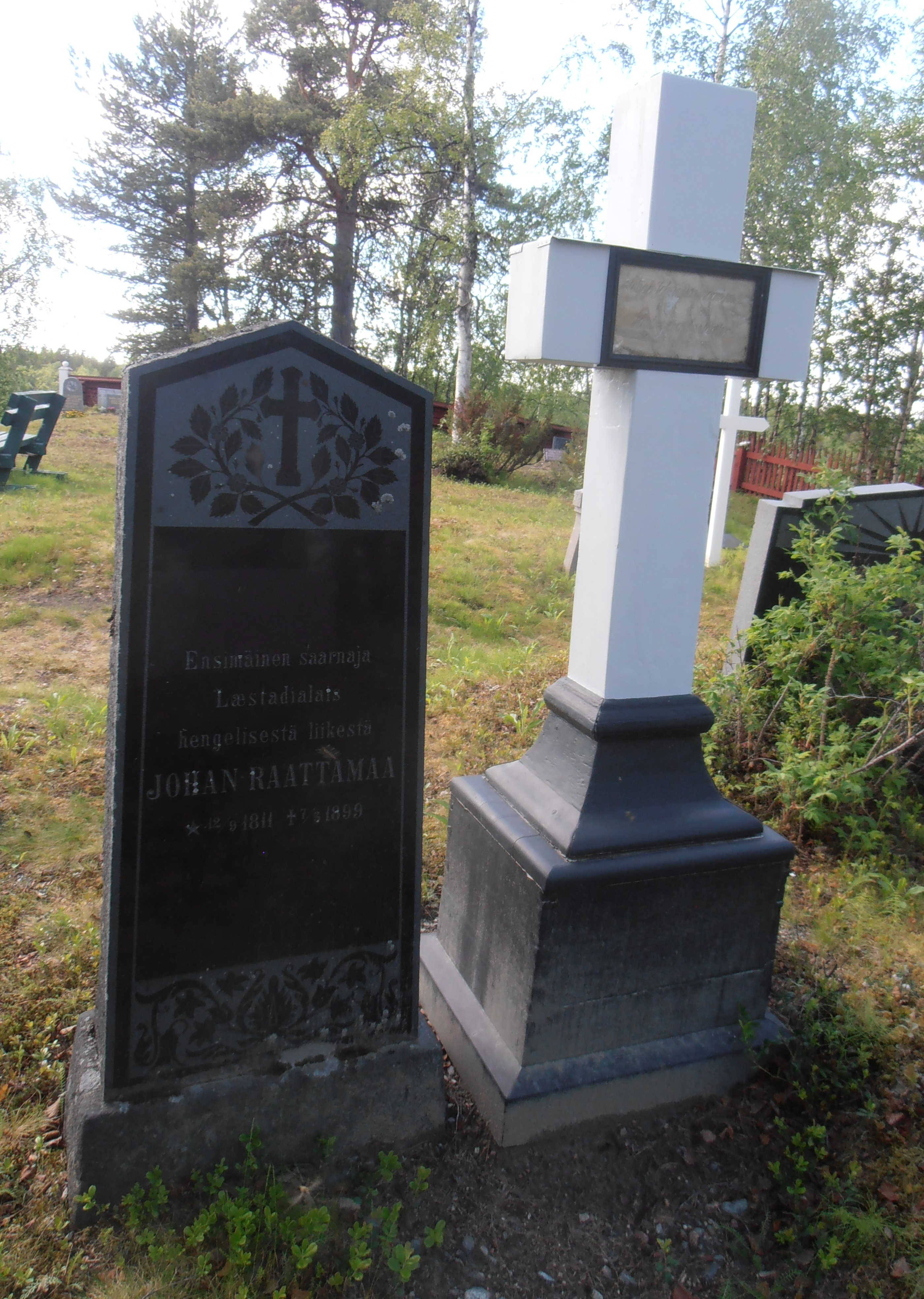
Johan Raattamaas grav på Karesuandos gamla kyrkogård. På svenska lyder texten: "Den förste predikanten inom den læstadianska andliga rörelsen Johan Raattamaa *12/9 1811 +7/3 1899". Bild från juli 2020.

Johan Johansson Raattamaa (på finska: Juhani Raattamaa), född 14 september 1811 i Kuttainen, Karesuando socken, död 7 mars 1899 i Saivomuotka, Karesuando socken, var en læstadiansk lekmannapredikant. Han var bror till lekmannapredikanten Per Raattamaa.
Raattamaa var andlig ledare för læstadianerna efter Lars Levi Læstadius' död 1861. Han kom från ett välbärgat hem och var son till nämndemannen Johan Persson Raattamaa (1777–1854), husbonde på Raattamaa gård i Kuttainen, och dennes hustru Anna Johansdotter Kunnari (1781–1866). Efter sitt första giftermål 1832 med Eva Larsdotter Alatalo bosatte han sig i Saivomuotka. Han gifte om sig 1885 efter första hustruns död, med Karolina Larsdotter.
Johan Raattamaa utsågs på 1840-talet tillsammans med brodern Per Johansson Raattamaa, Per Andersson Nutti och Mats Siikavuopio till predikant och kateket av Lars Levi Læstadius. År 1848 började han sin predikogärning i Övre Soppero, där han först hotades till livet av handlanden Johan Johansson Ylitalo, men snart gjorde han så stort intryck på Sopperoborna, att nästan alla vanns för læstadianismen. Etnologen Samuli Paulaharju skriver följande om Johan Raattamaa:
"Snart nog blev Koulu-Jussi störst bland ödebygdsfolkens väckare. Han färdades från by till by och höll barnskola, och om kvällarna satt han och predikade för de vuxna. Juhani åkte också omkring och lade ett och annat till rätta efter bror sin, Pietari. Pietari, som var tvär och sträv av sig, läste rent ut vad det stod i papperen, och predikade sedan själv ännu mer rakt på sak – och fick, särskilt i början, pesken [renpälsen] i trasor på kuppen. Men Juhani Raattama var saktmodigare och blidare, fastän också han läste lagen som strängast och nämnde synderna vid dess rätta namn."
Paulaharju skriver att Raattamaa överallt nämndes "som den främste av väckelsens män, som en gudabenådad bibelförklaringsman."  Efter Læstadius' död 1861 framträdde Raattamaa som den obestridde ledaren för rörelsen, en ledarställning han behöll fram till sin död, även om han under de sista åren alltmer fick dela den med de nya, stränga västlaestadianska predikanterna. 